# Liste der denkmalgeschützten Objekte in Tobadill
Die Liste der denkmalgeschützten Objekte in Tobadill enthält die 14 denkmalgeschützten, unbeweglichen Objekte der Gemeinde Tobadill im Bezirk Landeck.

## Denkmäler
| Foto |                 | Denkmal                                                                      | Standort                                       | Beschreibung | Metadaten |
| ---- | --------------- | ---------------------------------------------------------------------------- | ---------------------------------------------- | --- | --- |
| ja   | Datei hochladen | Kapelle Bichl HERIS-ID: 77139 Objekt-ID: 90755 TKK: 29549                    | gegenüber Bichl 61 Standort KG: Tobadill       | Westlich vom Ortsteil Feld im Weiler Bichl. Mariahilfkapelle. Altar aus der 1. Hälfte des 17. Jahrhunderts. Figur Christus an der Geißelsäule aus der Mitte des 18. Jahrhunderts. | BDA-Hist.: Q38148691 Status: § 2a Stand der BDA-Liste: 2025-06-30 Name: Kapelle Bichl GstNr.: .301                                                               |
| ja   | Datei hochladen | Kath. Pfarrkirche hl. Magnus HERIS-ID: 55970 Objekt-ID: 64895 TKK: 14624     | bei Feld 102 Standort KG: Tobadill             | Der schlichte Barockbau wurde 1735/1737 erbaut, 1768 um den Turm ergänzt und 1792 erweitert. Er weist einen eingezogenen, rund schließenden Chor, korbbogig geschlossene Fenster und ein rundbogig geschlossenes Süd- und Westportal auf. Das vierjochige Langhaus ist mit Pilastern gegliedert und weist ein Tonnengewölbe mit Stichkappen auf. Die Deckenmalereien mit Szenen aus dem Leben des hl. Magnus wurden 1793 von Johann Georg Witwer geschaffen. | BDA-Hist.: Q1884625 Status: § 2a Stand der BDA-Liste: 2025-06-30 Name: Kath. Pfarrkirche hl. Magnus GstNr.: .171 Saint Magnus of Füssen Church (Tobadill)        |
| ja   | Datei hochladen | Kapelle Hintergiggl, Waldkapelle HERIS-ID: 77147 Objekt-ID: 90763 TKK: 30101 | bei Giggl 86 Standort KG: Tobadill             | Die Waldkapelle Hintergiggl wurde anstelle eines Vorgängerbaues aus der zweiten Hälfte des 19. Jahrhunderts im Jahr 1992 neu erbaut. Der gemauerte Bau hat einen geraden Schluss und einen Dachreiter am schindelgedeckten Satteldach. Er ist westseitig über eine Rundbogentüre erschlossen. | BDA-Hist.: Q38148737 Status: § 2a Stand der BDA-Liste: 2025-06-30 Name: Kapelle Hintergiggl, Waldkapelle GstNr.: 2707 Kapelle Hintergiggl, Waldkapelle, Tobadill |
| ja   | Datei hochladen | Kapelle Schweißgut HERIS-ID: 77145 Objekt-ID: 90761 TKK: 29550               | Giggl 176, in der Nähe Standort KG: Tobadill   | Kapelle mit barockem Altar aus dem Anfang des 18. Jahrhunderts. | BDA-Hist.: Q38148726 Status: § 2a Stand der BDA-Liste: 2025-06-30 Name: Kapelle Schweißgut GstNr.: .395 Kapelle Schweißgut, Tobadill                             |
| ja   | Datei hochladen | Widum Tobadill HERIS-ID: 55969 Objekt-ID: 64894 TKK: 29339                   | Höfen 37 Standort KG: Tobadill                 | Das zweigeschoßige Widum mit Satteldach wurde 1745 erbaut. | BDA-Hist.: Q38069153 Status: § 2a Stand der BDA-Liste: 2025-06-30 Name: Widum Tobadill GstNr.: .172                                                              |
| ja   | Datei hochladen | Friedhof hl. Magnus HERIS-ID: 59796 Objekt-ID: 71378 TKK: 115744             | gegenüber Höfen 37 Standort KG: Tobadill       | Der Friedhof umgibt die Pfarrkirche hl. Magnus und hat bemerkenswerte Schmiedeeisenkreuze aus dem 18. und 19. Jahrhundert. | BDA-Hist.: Q38088777 Status: § 2a Stand der BDA-Liste: 2025-06-30 Name: Friedhof hl. Magnus GstNr.: 970                                                          |
| ja   | Datei hochladen | Aufbahrungshalle, Totenkapelle HERIS-ID: 77121 Objekt-ID: 90726 TKK: 29478   | bei Höfen 38 Standort KG: Tobadill             | Die Totenkapelle am Friedhof hl. Magnus wurde 1957 umgebaut. | BDA-Hist.: Q38148553 Status: § 2a Stand der BDA-Liste: 2025-06-30 Name: Aufbahrungshalle, Totenkapelle GstNr.: .463 Aufbahrungshalle, Totenkapelle, Tobadill     |
| ja   | Datei hochladen | Burg Wiesberg HERIS-ID: 40321 Objekt-ID: 40233 TKK: 29479                    | Wiesberg 70 Standort KG: Tobadill              | Die Burg auf einer hohen Rückfallkuppe über dem Eingang ins Paznaun wurde 1271 erstmals urkundlich erwähnt und ist vermutlich eine Gründung des Hochstiftes Chur. Ab 1410 wurde sie als landesfürstliches Dienst- bzw. Pfandlehen vergeben. Im 19. Jahrhundert verfiel die Burg, Anfang des 20. Jahrhunderts wurde sie weitgehend erneuert. In die Ringmauer der trapezförmigen Anlage ist gegen Südwesten der Bergfried, gegen Südosten der Palas eingebunden. In der nordwestlichen Ringmauerecke befindet sich die 1420 erbaute und 1602 neu geweihte Burgkapelle. | BDA-Hist.: Q1401352 Status: Bescheid Stand der BDA-Liste: 2025-06-30 Name: Burg Wiesberg GstNr.: .322, 2174, 2175 Schloss Wiesberg                               |
| ja   | Datei hochladen | Bildstock beim E-Werk HERIS-ID: 77135 Objekt-ID: 90751 TKK: 83566            | Wiesberg 74, in der Nähe Standort KG: Tobadill | Gemauerter Nischenbildstock mit Satteldach und Tafelbild Fall Christi unter dem Kreuz aus der 2. Hälfte des 19. Jahrhunderts. | BDA-Hist.: Q38148666 Status: § 2a Stand der BDA-Liste: 2025-06-30 Name: Bildstock beim E-Werk GstNr.: 2167/10                                                    |
| ja   | Datei hochladen | Wegkapelle Höfen HERIS-ID: 77132 Objekt-ID: 90748 TKK: 29548                 | Höfen 40, bei Standort KG: Tobadill            | Die kleine, offene bildstockartige Kapelle hat einen eingezogenen Chor, eine Rundbogennische und innen ein Rokokokreuz und neu gemalte Assistenzfiguren. | BDA-Hist.: Q38148640 Status: § 2a Stand der BDA-Liste: 2025-06-30 Name: Wegkapelle Höfen GstNr.: 3048/1                                                          |
| ja   | Datei hochladen | Bildstock Basta HERIS-ID: 77138 Objekt-ID: 90754 TKK: 29346                  | Standort KG: Tobadill                          | Der gemauerte Bildstock mit Satteldach und kleiner Rundbogennische mit Mariahilfbild steht am Weg nach Wiesberg und stammt aus dem 19. Jahrhundert. | BDA-Hist.: Q38148678 Status: § 2a Stand der BDA-Liste: 2025-06-30 Name: Bildstock Basta GstNr.: 3049/2                                                           |
| BW   | Datei hochladen | Üblikapelle/Üblühkapelle HERIS-ID: 77144 Objekt-ID: 90760 TKK: 29552         | Standort KG: Tobadill                          | Der gemauerte Nischenbildstock mit geradem Schluss und Satteldach am Weg zur Giggler Alm hat eine vergitterte Segmentbogennische mit Kruzifix. | BDA-Hist.: Q38148715 Status: § 2a Stand der BDA-Liste: 2025-06-30 Name: Üblikapelle/Üblühkapelle GstNr.: 2978/1                                                  |
| ja   | Datei hochladen | Pfennigerkreuz HERIS-ID: 42118 Objekt-ID: 42693 TKK: 29348                   | Feld 3, bei Standort KG: Tobadill              | Der Bretterkasten mit Kruzifix liegt östlich unterhalb des Widums und stammt aus der 1. Hälfte des 18. Jahrhunderts aus dem Umkreis von Andreas Thamasch. | BDA-Hist.: Q38002866 Status: Bescheid Stand der BDA-Liste: 2025-06-30 Name: Pfennigerkreuz GstNr.: 982                                                           |
| ja   | Datei hochladen | Kapelle in Burgfried HERIS-ID: 77140 Objekt-ID: 90756 TKK: 29545             | Burgfried 65, gegenüber Standort KG: Tobadill  | Kapelle mit barocker Stichkappentonne und Pilastergliederung und Altar aus dem Anfang des 18. Jahrhunderts. | BDA-Hist.: Q38148704 Status: Bescheid Stand der BDA-Liste: 2025-06-30 Name: Kapelle in Burgfried GstNr.: .313                                                    |